# Castelo (Ipatinga)
Castelo é um bairro do município brasileiro de Ipatinga, no interior do estado de Minas Gerais. Localiza-se no distrito-sede, estando situado na Regional I. Segundo o censo demográfico de 2022, realizado pelo Instituto Brasileiro de Geografia e Estatística (IBGE), sua população era de 423 habitantes e havia 144 domicílios particulares permanentes ocupados. Possui área de 1,4 km² conforme a prefeitura.
De acordo com o IBGE, em 2010 a população era de 528 habitantes e havia 153 domicílios particulares.

## História e descrição

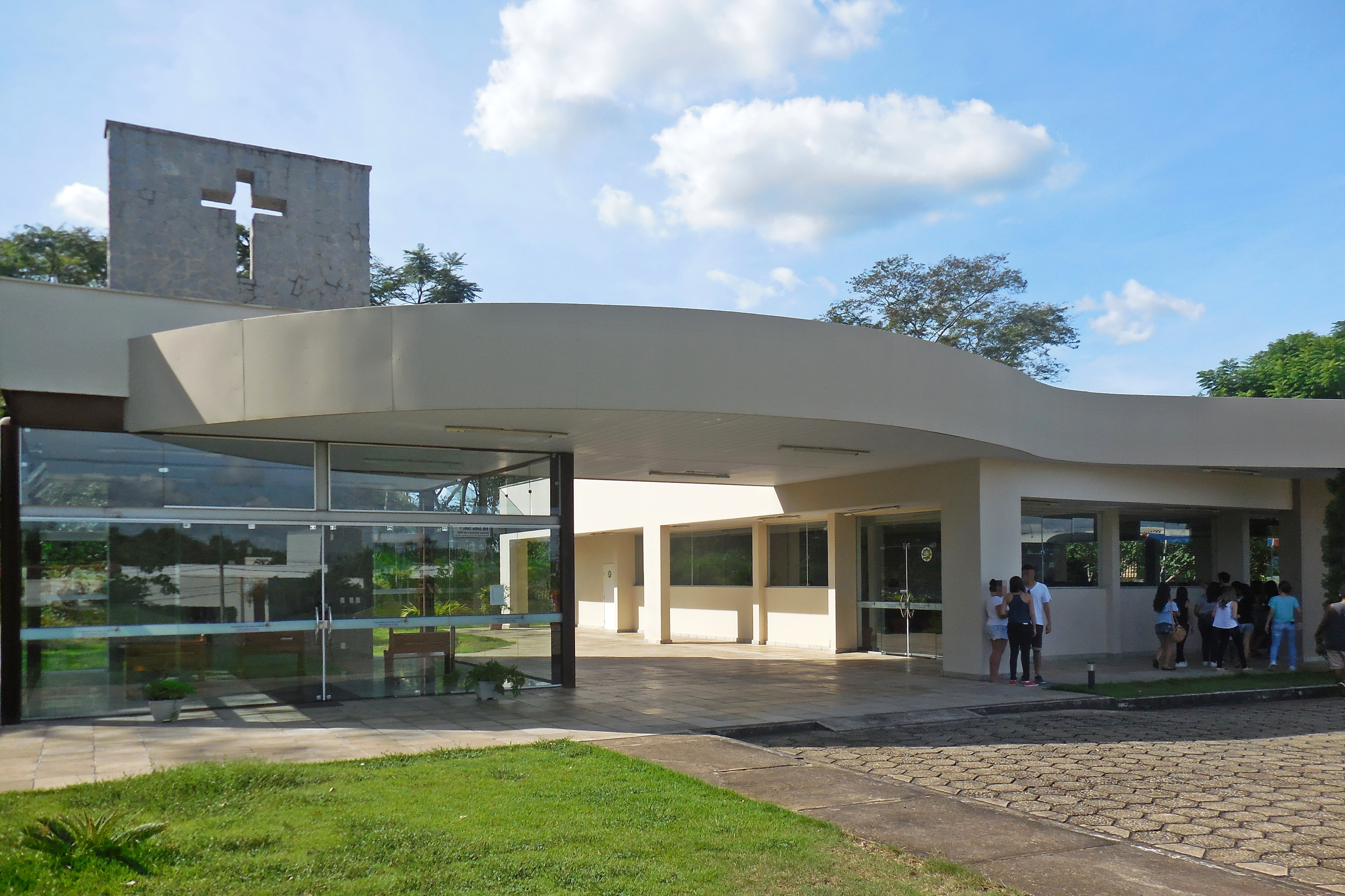
Igreja São Judas Tadeu e Nossa Senhora do Pilar, da Paróquia Sagrado Coração de Jesus.

O bairro foi construído como parte do primeiro plano urbanístico da atual cidade, então chamada de Vila Operária, projetado pelo arquiteto Raphael Hardy Filho e destinado aos trabalhadores da Usiminas. A primeira fase da construção do conjunto ocorreu entre 1953 e 1962, mas passou por ampliações de 1968 a 1973 e de 1974 a 1980. Foi um dos primeiros bairros planejados a serem ocupados, sendo destinado ao alto escalão da empresa e engenheiros.
Foi implantado em uma área plana no alto de um morro ao lado do Cariru, na margem esquerda da foz do rio Piracicaba no rio Doce, com quadras grandes — as maiores da Vila Operária — e somente uma praça relativamente pequena. O bairro foi propositalmente cercado por um cinturão verde que se integra à mata ciliar da margem dos rios. A maioria dos lotes são opostos entre si, enquanto as residências entregues tinham afastamentos lateral e frontal e grandes jardins. As fachadas originais, sob influência modernista, possuíam ângulos retos, cobogós, painéis de vidro e janelas em fita. As casas, de alto padrão, não continham muros e as ruas recebiam vigilância 24 horas por dia.

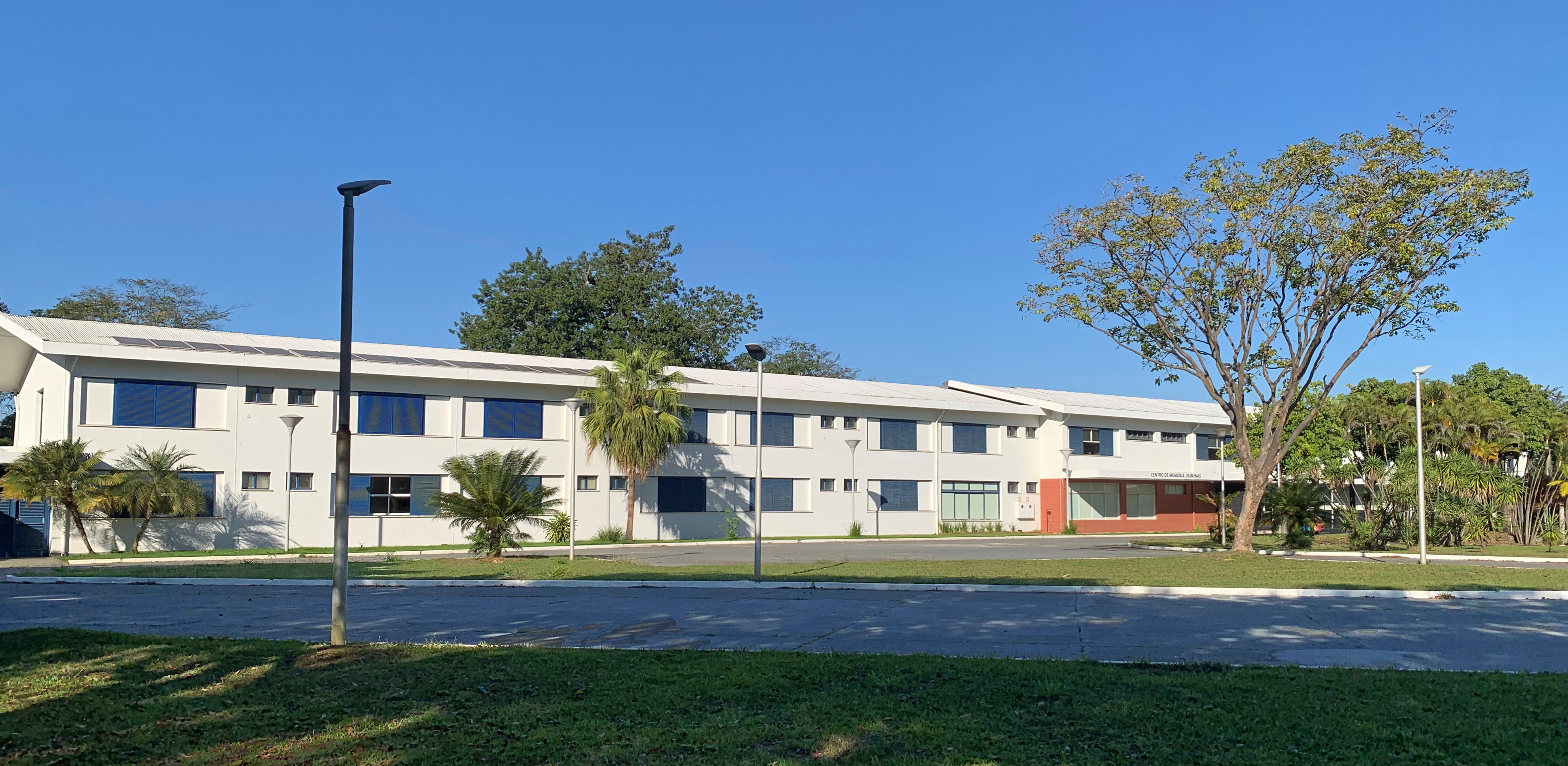
Prédio do Grande Hotel Ipatinga em uso pelo Centro de Memória Usiminas

Foi projetado como um bairro exclusivamente residencial, porém dotado de áreas destinadas a receber equipamentos de apoio. Em um desses espaços foi construído o Grande Hotel Ipatinga, que também foi concebido por Hardy Filho sob influência modernista com a intenção de atender à demanda da instalação da Usiminas. O hotel foi desativado na década de 1990 e o prédio foi abandonado depois disso. Entretanto, foi restaurado para receber o Centro de Memória Usiminas, sendo reinaugurado em 2021. Foi tombado como patrimônio cultural municipal em 2000.
Outro equipamento construído na área do bairro Castelo foi o Clube Morro do Pilar, fundado em uma reunião ocorrida no salão de festas do Grande Hotel Ipatinga em 3 de março de 1965. Os logradouros da localidade têm nomes relacionados ao universo (como estrelas e planetas), a exemplo de Antares, Vênus e Saturno, ou letras gregas (ruas Alfa e Beta). A verticalização do bairro é restringida devido aos possíveis impactos ambientais no entorno. A Igreja São Judas Tadeu e Nossa Senhora do Pilar representa a sede da comunidade católica local, que está subordinada à Paróquia Sagrado Coração de Jesus.